# Ван дер Гау, Раймонд
Раймонд ван дер Гау (нидерл. Raimond van der Gouw; род. 24 марта 1963[…], Олдензал, Оверэйссел) — нидерландский футбольный вратарь, завершивший игровую карьеру. В настоящее время — футбольный тренер. Выступал в нидерландских клубах «Гоу Эхед Иглз» и «Витесс», затем — в английском «Манчестер Юнайтед». Забил единственный гол в своей карьере в своём последнем матче за клуб «АГОВВ Апелдорн», после чего завершил карьеру в возрасте 44 лет.
В 2007 году он был приглашён в тренерский штаб английского «Сандерленда» в качестве тренера вратарей. В июне 2009 года покинул «Сандерленд» и вернулся в «Витесс», где также стал тренером вратарей. С июля 2020 года — тренер вратарей в ПСВ.

## Нидерландские клубы
Первым клубом ван дер Гау был «Гоу Эхед Иглз». Пройдя через молодёжную академию клуба, он дебютировал за основной состав в матче против «Ден Босх», который состоялся 14 сентября 1985 года и завершился победой «Гоу Эхед Иглз» со счётом 2:1. В дебютном сезоне ван дер Гау «Иглз» находились в нижней части турнирной таблицы Эредивизи, а по итогам сезона заняли десятое место в чемпионате. Однако уже в 1987 году клуб вылетел из высшего дивизиона, а в течение следующего сезона не смог вернуться в Эредивизи. В 1988 году ван дер Гау перешёл в клуб «Витесс». В первый же сезон Раймонда в новом клубе «Витесс» выиграл Эрстедивизи и вышел в высший дивизион чемпионата Нидерландов, вернувшись туда после девятилетнего перерыва. В сезоне 1989/90 «Витесс» занял 3-е место в Эредивизи и впервые в истории квалифицировался в Кубок УЕФА. Также клуб достиг финала Кубка Нидерландов.
В сезоне 1990/91 «Витесс» занял 5-е место в чемпионате, потеряв возможность выступления в еврокубках в следующем сезоне. В розыгрыше Кубка УЕФА 1990/91 ван дер Гау провёл четыре «сухих» матча подряд, а «Витесс» достиг четвертьфинала турнира, в котором уступил португальскому «Спортингу». В последующие сезоны «Витесс» завершал чемпионат в первой шестёрке, но в еврокубках выступал неудачно.

## Манчестер Юнайтед
Сыграв более 350 матчей в чемпионате Нидерландов, ван дер Гау перешёл в английский клуб «Манчестер Юнайтед» за £500 000. Он дебютировал за «Юнайтед» в матче против «Астон Виллы» в сентябре 1996 года, отыграв эту встречу «всухую». В 1997 году он вышел на поле в полуфинальном матче Лиги чемпионов против дортмундской «Боруссии», когда Петер Шмейхель получил травму буквально за несколько минут до начала игры. «Юнайтед» проиграл в этом матче со счётом 1:0, но благодаря сейвам нидерландца «красные дьяволы» уступили лишь с минимальным счётом.
Самым удачным для нидерландца стал сезон 1999/2000. После ухода из команды Петера Шмейхеля, переехавшего в Лиссабон, сэр Алекс Фергюсон решил сделать ван дер Гау «первым номером» и не прогадал. Проведя в сезоне 23 матча, вратарь вместе с командой завоевал чемпионский титул в Английской Премьер-лиге. Но, когда в команду пришёл чемпион мира и Европы француз Фабьен Бартез, нидерландец снова занял место запасного голкипера. Немногим позже был подписан и ещё один голкипер — североирландец Рой Кэрролл, однако, несмотря на это, Раймонд согласился продлить с клубом контракт ещё на год — до конца сезона 2001/02. Несмотря на незначительную игровую практику, Раймонд оставался одним из главных лиц в манчестерской раздевалке, играя роль «дядьки-наставника» для молодых партнёров. Всего за «Манчестер Юнайтед» вратарь провёл 61 матч: 37 — в чемпионатах Англии, 1 матч — в Кубке Англии, 9 матчей в Кубке Футбольной лиги, 13 матчей в еврокубках, а также 1 неофициальный матч.

## Вест Хэм Юнайтед
Так и не сыграв в своём последнем сезоне за «красных дьяволов» ни одного матча, Раймонд решил перебраться в Лондон, в «Вест Хэм Юнайтед», в качестве дублёра Дэвида Джеймса. Однако, также не сыграв в чемпионате за «молотобойцев» ни одной игры, вернулся в Нидерланды.

## РКС Валвейк и АГОВВ Апелдорн
Вернувшись на родину, голкипер подписал годичный контракт с «Валвейком», но в сезоне провёл лишь один матч. В следующем сезоне ван дер Гау уже защищал цвета клуба «АГОВВ Апелдорн». За эту команду, ставшую последней в его игровой карьере, вратарь провёл 100 матчей в чемпионатах Нидерландов и в самом последнем матче сумел отметиться забитым мячом (единственным в профессиональной карьере), после чего завершил карьеру футболиста.

## Статистика выступлений
В чемпионатах Нидерландов провёл 456 матчей, забил 1 гол.
В чемпионатах Англии провёл 37 матчей (все — за «Манчестер Юнайтед»).

## Отзывы о Ван дер Гау
« У него имелся огромный опыт. Я работал с Раймондом и знаю: он — настоящий профессионал, кто трудится с максимальной отдачей». (Рой Кин)
«…и я понял, что Раймонд способен управлять большими матчами… Я почувствовал, что такими матчами могут быть игры еврокубков, и что Раймонду это подойдёт. Он очень быстро осуществил задуманное». (сэр Алекс Фергюсон)

## Тренерская карьера
В 2007 году бывший партнёр нидерландца по «Манчестер Юнайтед» Рой Кин, тренировавший тогда «Сандерленд», пригласил Раймонда на должность тренера вратарей своей команды. Проработав в этой должности два сезона, ван дер Гау покинул клуб и вернулся в Нидерланды, став тренером вратарей в клубе «Витесс».

## Достижения
«Витесс»
- Чемпион Эрстедивизи: 1988/89
- Бронзовый призёр Эредивизи: 1989/90
- Финалист Кубка Нидерландов: 1989/90

«Манчестер Юнайтед»
- Чемпион Премьер-лиги (2): 2000, 2001
- Победитель Лиги чемпионов УЕФА: 1999

«Манчестер Юнайтед» выиграл ряд других трофеев в этот период, но ван дер Гау не провёл достаточного количества матчей, чтобы получить медали.